# Vüqar Hüseynov
Vüqar Tofiq oğlu Hüseynov (eingedeutscht Wugar Husejnow; * 20. Juni 1969 im Dorf Daşkəsən, Rayon Cəbrayıl, Aserbaidschanische SSR, UdSSR; † 20. Juli 1991 im Dorf Buzluq, Rayon Goranboy, Aserbaidschan) war ein aserbaidschanischer Militärangehöriger. Er starb im Ersten Bergkarabachkrieg und trägt den Titel „Nationalheld Aserbaidschans“.

## Leben
Nach dem Abschluss der Allgemeinschule im Heimatdorf setzte Hüseynov seine Lehre in einer berufsbildenden Schule in Baku fort und ließ sich zum Elektroschweißer ausbilden. Seinen Militärdienst leistete er in den Inneren Truppen der UdSSR.
Mit der Zuspitzung der Sicherheitslage in Bergkarabach Ende der 1980er Jahre trat Hüseynov im Oktober 1990 in die Sondereinheit des Innenministeriums der Aserbaidschanischen SSR, genannt OPON, ein und beteiligte sich im Frühling 1991 an der Militäraktion zur Entwaffnung bewaffneter armenischer Einheiten im Rayon Goranboy. Als Polizist und Ermittler spielte er eine entscheidende Rolle bei der Identifizierung und Festnahme der armenischen Terroristen, die die aserbaidschanische Journalistin Salatın Əsgərova im Januar 1991 in der Nähe des Dorfes Böyük Qaladərəsi (Rayon Laçın) ermordeten.
Der letzte Einsatz von Hüseynov fand am 20. Juli 1991 im Dorf Buzluq im Rayon Goranboy, wo er bei einem Überall der armenischen Militanten ums Leben kam. Er wurde im Heimatdorf Daşkəsən beigesetzt. Die Ortschaft wurde im Sommer 1993 von armenischen Einheiten besetzt und während der Okkupationszeit (bis Oktober 2020) aufgrund der Frontnähe zu militärischen Zwecken genutzt. Das Dorf liegt heutzutage in Ruinen und der Friedhof, wo Hüseynov beigesetzt wurde, wurde völlig zerstört.
Noch während der Sowjetzeit wurde Hüseynov mit dem Orden des Roten Sterns ausgezeichnet. Nach dem Tod erhielt er per Dekret des Präsidenten Aserbaidschans vom 6. Juni 1992 posthum den Titel „Nationalheld Aserbaidschans“.